# Коротка форма періодичної таблиці елементів

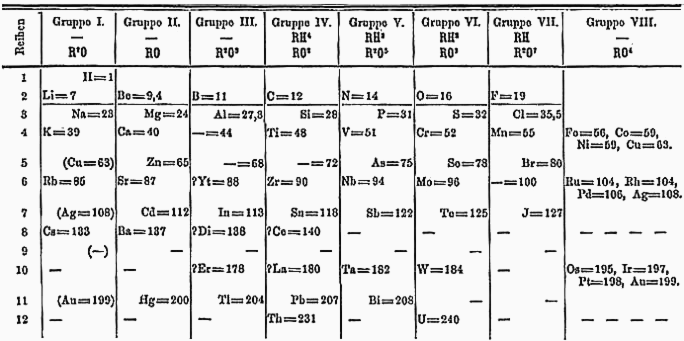
Таблиця Менделєєва опублікована в 1871 році з прочерками на місці припущених, але ще не відкритих елементів.

Відкриті хімічні елементи (кін. 2016 р.)

Коротка форма періодичної системи елементів — один із способів зображення періодичної системи хімічних елементів, що сходиться до первісної версії таблиці Д. І. Менделєєва. Коротка форма таблиці Менделєєва заснована на паралелізмі ступенів окиснення елементів головних і побічних підгруп: наприклад, максимальний ступінь окиснення ванадію дорівнює +5, як і в фосфору і миш'яку, максимальний ступінь окиснення хрому дорівнює +6, як і в сірки і селену, і т. д. В такому вигляді таблиця була опублікована Менделєєвим в 1871 році.

## Сучасне використання
Коротка форма таблиці була широко поширена і популяризована. Так, наприклад, майбутній академік Б. М. Кедров писав у своїй книзі «Періодичний закон Д. І. Менделєєва і його філософське значення» (1947)
|  | Той факт, що результати електронної теорії так легко і природно вклалися в як би спеціально призначені для них Менделєєвим рухливі табличні форми, ще раз доводить, що саме коротка форма таблиці і саме з точки зору електронної будови атома є найбільш досконалою для вираження періодичної системи як природної системи елементів. |

Коротка форма таблиці скасована ІЮПАК в 1989 році. З сучасної іноземної літератури коротка форма виключена повністю, замість неї використовується довга форма, проте, завдяки своїй звичності і поширеності, вона все ще періодично зустрічається в українських довідниках і посібниках, а також використовується в школах для вивчення, оскільки стехіометрична (формальна) валентність елемента пов'язана з номером його групи саме в короткій формі таблиці Менделєєва. Таку ситуацію деякі дослідники пов'язують в тому числі з уявною раціональної компактністю короткої форми таблиці, а також з інерцією, стереотипністю мислення і несприйняттям сучасної (міжнародної) інформації.

## Таблиця
| Періодична система елементів (короткий варіант) | Періодична система елементів (короткий варіант) | Періодична система елементів (короткий варіант) | Періодична система елементів (короткий варіант) | Періодична система елементів (короткий варіант) | Періодична система елементів (короткий варіант) | Періодична система елементів (короткий варіант) | Періодична система елементів (короткий варіант) | Періодична система елементів (короткий варіант) | Періодична система елементів (короткий варіант) | Періодична система елементів (короткий варіант) | Періодична система елементів (короткий варіант) | Періодична система елементів (короткий варіант) | Періодична система елементів (короткий варіант) | Періодична система елементів (короткий варіант) | Періодична система елементів (короткий варіант) | Періодична система елементів (короткий варіант) | Періодична система елементів (короткий варіант) | Періодична система елементів (короткий варіант) | Періодична система елементів (короткий варіант) | Періодична система елементів (короткий варіант) | Періодична система елементів (короткий варіант) | Періодична система елементів (короткий варіант) | Періодична система елементів (короткий варіант) | Періодична система елементів (короткий варіант) | Періодична система елементів (короткий варіант) | Періодична система елементів (короткий варіант) | Періодична система елементів (короткий варіант) | Періодична система елементів (короткий варіант) | Періодична система елементів (короткий варіант) |        |
| ----------------------------------------------- | ----------------------------------------------- | ----------------------------------------------- | ----------------------------------------------- | ----------------------------------------------- | ----------------------------------------------- | ----------------------------------------------- | ----------------------------------------------- | ----------------------------------------------- | ----------------------------------------------- | ----------------------------------------------- | ----------------------------------------------- | ----------------------------------------------- | ----------------------------------------------- | ----------------------------------------------- | ----------------------------------------------- | ----------------------------------------------- | ----------------------------------------------- | ----------------------------------------------- | ----------------------------------------------- | ----------------------------------------------- | ----------------------------------------------- | ----------------------------------------------- | ----------------------------------------------- | ----------------------------------------------- | ----------------------------------------------- | ----------------------------------------------- | ----------------------------------------------- | ----------------------------------------------- | ----------------------------------------------- | ------ |
|                                                 | I                                               | I                                               | I                                               | II                                              | II                                              | II                                              | III                                             | III                                             | III                                             | IV                                              | IV                                              | IV                                              | V                                               | V                                               | V                                               | VI                                              | VI                                              | VI                                              | VII                                             | VII                                             | VII                                             | VIII                                            | VIII                                            | VIII                                            | VIII                                            | VIII                                            | VIII                                            | VIII                                            | VIII                                            | VIII   |
| A                                               | B                                               | A                                               | B                                               | A                                               | B                                               | A                                               | B                                               | A                                               | B                                               | A                                               | B                                               | A                                               | B                                               | A                                               | B                                               |                                                 |                                                 |                                                 |                                                 |                                                 |                                                 |                                                 |                                                 |                                                 |                                                 |                                                 |                                                 |                                                 |                                                 |        |
| 1                                               | 1 H                                             | 1 H                                             | 2 He                                            | 2 He                                            |                                                 |                                                 |                                                 |                                                 |                                                 |                                                 |                                                 |                                                 |                                                 |                                                 |                                                 |                                                 |                                                 |                                                 |                                                 |                                                 |                                                 |                                                 |                                                 |                                                 |                                                 |                                                 |                                                 |                                                 |                                                 |        |
| 2                                               | 3 Li                                            | 3 Li                                            | 4 Be                                            | 4 Be                                            | 5 B                                             | 5 B                                             | 6 C                                             | 6 C                                             | 7 N                                             | 7 N                                             | 8 O                                             | 8 O                                             | 9 F                                             | 9 F                                             | 10 Ne                                           | 10 Ne                                           |                                                 |                                                 |                                                 |                                                 |                                                 |                                                 |                                                 |                                                 |                                                 |                                                 |                                                 |                                                 |                                                 |        |
| 3                                               | 11 Na                                           | 11 Na                                           | 12 Mg                                           | 12 Mg                                           | 13 Al                                           | 13 Al                                           | 14 Si                                           | 14 Si                                           | 15 P                                            | 15 P                                            | 16 S                                            | 16 S                                            | 17 Cl                                           | 17 Cl                                           | 18 Ar                                           | 18 Ar                                           |                                                 |                                                 |                                                 |                                                 |                                                 |                                                 |                                                 |                                                 |                                                 |                                                 |                                                 |                                                 |                                                 |        |
| 4                                               | 19 K                                            | 19 K                                            | 20 Ca                                           | 20 Ca                                           | 21 Sc                                           | 21 Sc                                           | 22 Ti                                           | 22 Ti                                           | 23 V                                            | 23 V                                            | 24 Cr                                           | 24 Cr                                           | 25 Mn                                           | 25 Mn                                           | 26 Fe                                           | 26 Fe                                           | 27 Co                                           | 27 Co                                           | 28 Ni                                           | 28 Ni                                           |                                                 |                                                 |                                                 |                                                 |                                                 |                                                 |                                                 |                                                 |                                                 |        |
| 4                                               | 29 Cu                                           | 29 Cu                                           | 30 Zn                                           | 30 Zn                                           | 31 Ga                                           | 31 Ga                                           | 32 Ge                                           | 32 Ge                                           | 33 As                                           | 33 As                                           | 34 Se                                           | 34 Se                                           | 35 Br                                           | 35 Br                                           | 36 Kr                                           | 36 Kr                                           |                                                 |                                                 |                                                 |                                                 |                                                 |                                                 |                                                 |                                                 |                                                 |                                                 |                                                 |                                                 |                                                 |        |
| 5                                               | 37 Rb                                           | 37 Rb                                           | 38 Sr                                           | 38 Sr                                           | 39 Y                                            | 39 Y                                            | 40 Zr                                           | 40 Zr                                           | 41 Nb                                           | 41 Nb                                           | 42 Mo                                           | 42 Mo                                           | 43 Tc                                           | 43 Tc                                           | 44 Ru                                           | 44 Ru                                           | 45 Rh                                           | 45 Rh                                           | 46 Pd                                           | 46 Pd                                           |                                                 |                                                 |                                                 |                                                 |                                                 |                                                 |                                                 |                                                 |                                                 |        |
| 5                                               | 47 Ag                                           | 47 Ag                                           | 48 Cd                                           | 48 Cd                                           | 49 In                                           | 49 In                                           | 50 Sn                                           | 50 Sn                                           | 51 Sb                                           | 51 Sb                                           | 52 Te                                           | 52 Te                                           | 53 I                                            | 53 I                                            | 54 Xe                                           | 54 Xe                                           |                                                 |                                                 |                                                 |                                                 |                                                 |                                                 |                                                 |                                                 |                                                 |                                                 |                                                 |                                                 |                                                 |        |
| 6                                               | 55 Cs                                           | 55 Cs                                           | 56 Ba                                           | 56 Ba                                           | *                                               | *                                               | 72 Hf                                           | 72 Hf                                           | 73 Ta                                           | 73 Ta                                           | 74 W                                            | 74 W                                            | 75 Re                                           | 75 Re                                           | 76 Os                                           | 76 Os                                           | 77 Ir                                           | 77 Ir                                           | 78 Pt                                           | 78 Pt                                           |                                                 |                                                 |                                                 |                                                 |                                                 |                                                 |                                                 |                                                 |                                                 |        |
| 6                                               | 79 Au                                           | 79 Au                                           | 80 Hg                                           | 80 Hg                                           | 81 Tl                                           | 81 Tl                                           | 82 Pb                                           | 82 Pb                                           | 83 Bi                                           | 83 Bi                                           | 84 Po                                           | 84 Po                                           | 85 At                                           | 85 At                                           | 86 Rn                                           | 86 Rn                                           |                                                 |                                                 |                                                 |                                                 |                                                 |                                                 |                                                 |                                                 |                                                 |                                                 |                                                 |                                                 |                                                 |        |
| 7                                               | 87 Fr                                           | 87 Fr                                           | 88 Ra                                           | 88 Ra                                           | **                                              | **                                              | 104 Rf                                          | 104 Rf                                          | 105 Db                                          | 105 Db                                          | 106 Sg                                          | 106 Sg                                          | 107 Bh                                          | 107 Bh                                          | 108 Hs                                          | 108 Hs                                          | 109 Mt                                          | 109 Mt                                          | 110 Ds                                          | 110 Ds                                          |                                                 |                                                 |                                                 |                                                 |                                                 |                                                 |                                                 |                                                 |                                                 |        |
| 7                                               | 111 Rg                                          | 111 Rg                                          | 112 Cn                                          | 112 Cn                                          | 113 Nh                                          | 113 Nh                                          | 114 Fl                                          | 114 Fl                                          | 115 Mc                                          | 115 Mc                                          | 116 Lv                                          | 116 Lv                                          | 117 Ts                                          | 117 Ts                                          | 118 Og                                          | 118 Og                                          |                                                 |                                                 |                                                 |                                                 |                                                 |                                                 |                                                 |                                                 |                                                 |                                                 |                                                 |                                                 |                                                 |        |
| Лантаноїди *                                    | 57 La                                           | 57 La                                           | 58 Ce                                           | 58 Ce                                           | 59 Pr                                           | 59 Pr                                           | 60 Nd                                           | 60 Nd                                           | 61 Pm                                           | 61 Pm                                           | 62 Sm                                           | 62 Sm                                           | 63 Eu                                           | 63 Eu                                           | 64 Gd                                           | 64 Gd                                           | 65 Tb                                           | 65 Tb                                           | 66 Dy                                           | 66 Dy                                           | 67 Ho                                           | 67 Ho                                           | 68 Er                                           | 68 Er                                           | 69 Tm                                           | 69 Tm                                           | 70 Yb                                           | 70 Yb                                           | 71 Lu                                           | 71 Lu  |
| Актиноїди **                                    | 89 Ac                                           | 89 Ac                                           | 90 Th                                           | 90 Th                                           | 91 Pa                                           | 91 Pa                                           | 92 U                                            | 92 U                                            | 93 Np                                           | 93 Np                                           | 94 Pu                                           | 94 Pu                                           | 95 Am                                           | 95 Am                                           | 96 Cm                                           | 96 Cm                                           | 97 Bk                                           | 97 Bk                                           | 98 Cf                                           | 98 Cf                                           | 99 Es                                           | 99 Es                                           | 100 Fm                                          | 100 Fm                                          | 101 Md                                          | 101 Md                                          | 102 No                                          | 102 No                                          | 103 Lr                                          | 103 Lr |

Гідроген в короткій формі таблиці іноді переносять до 7-ї групи.

## Інше
- Альтернативна періодична таблиця елементів.